# Gulou, Chongqing
Gulou (kinesiska: 古楼) är en köping i sydvästra Kina. Den ligger i stadsdistriktet Hechuan i storstadsområdet Chongqing, omkring 79 kilometer nordväst om det centrala stadsdistriktet Yuzhong. Antalet invånare är 19 447. Befolkningen består av 9 416 kvinnor och 10 031 män. Barn under 15 år utgör 17,0 %, vuxna 15-64 år 67 %, och äldre över 65 år 14,0 %.